# Stazione di Kunnui
La stazione di Kunnui (国縫駅?, Kunnui-eki) è una stazione ferroviaria situata nella cittadina di Oshamanbe, in Hokkaidō, Giappone, lungo la linea principale Hakodate della JR Hokkaido e la dismessa linea Setana delle JNR.

## Strutture e impianti
La stazione, situata vicino al litorale del golfo di Uchiura è dotata di un marciapiede laterale e uno a isola con tre binari passanti in superficie. Le banchine sono collegate da una passerella al fabbricato viaggiatori, non presenziato.
I binari sono così utilizzati:
| 1   | ■ Linea principale Hakodate | per Yakumo, Ōnuma e Hakodate |
| 2-3 | ■ Linea principale Hakodate | per Oshamanbe                |

## Movimento
Presso questa stazione fermano treni locali e i rapidi Iris.
| «                         | Servizio                  | »                         |
| Linea principale Hakodate | Linea principale Hakodate | Linea principale Hakodate |
| ------------------------- | ------------------------- | ------------------------- |
| Kita-Toyotsu              | Locale                    | Nakanosawa                |
| Kuroiwa ←                 | Rapido Iris               | ← Oshamanbe               |

## Servizi
Il fabbricato viaggiatori è dotato di una piccola sala d'attesa.
- Sala d'attesa

## Interscambi
- Fermata autobus (fermata di Kunnui)